# Christian Navarro
Christian Navarro (* 21. srpna 1991 Bronx, New York, Spojené státy americké) je americký herec, který se proslavil rolí Tonyho Padilly v netflixovém seriálu Proč? 13x proto.

## Filmografie

### Film
| Rok  | Název                        | Role       | Poznámky |
| ---- | ---------------------------- | ---------- | -------- |
| 2005 | Day of the Dead 2: Contagium | nakažený   |          |
| 2009 | Run It                       | John White |          |
| 2017 | Bushwick                     | Eduardo    |          |
| 2018 | Dokážete mi kdy odpustit?    | Kurt       |          |

### Televize
| Rok       | Název                            | Role         | Poznámky                 |
| --------- | -------------------------------- | ------------ | ------------------------ |
| 2007      | Zákon a pořádek: Zločinné úmysly | Paco Mendoza | díl: „Senseless“         |
| 2013      | Spravedlnost v krvi              | Policista    | díl: „Pomáhat a chránit“ |
| 2014      | Taxi Brooklyn                    | Bobby        | díl: „Double Identity“   |
| 2014      | The Affair                       | Jed          | díl: „8“                 |
| 2015      | Vražedné Miami                   | Carlos Gomez | díl: „Pilot“             |
| 2016      | Vinyl                            | Jorge        | 4 díly                   |
| 2017–2020 | Proč? 13x proto                  | Tony Padilla | hlavní role              |
| 2018      | The Tick                         | Sidekick     | díl: „“The Tick          |